# Rainer Bieli
Rainer Bieli (* 22. Februar 1979 in Kestenholz) ist ein ehemaliger Schweizer Fussballspieler und heutiger -trainer.

## Karriere
Bieli begann seine Karriere in seinem Geburtsort Kestenholz, beim FC Kestenholz. Er ist zwar Linksfüsser, gilt aber als beidfüssig, seine angestammte Position ist der Sturm. Mit 74 Einsätzen hielt er den Schweizer Rekord an Nationalspielen in den Nachwuchs-Landesauswahlen (zwei davon an der U21-Europameisterschaft 2002 gegen England und Italien), ein Einsatz in der A-Nationalmannschaft blieb ihm jedoch verwehrt.
Bieli spielte beim FC Solothurn (1. Liga), wechselte dann zu Grasshoppers Zürich (NLA), FC Baden (NLB), Neuchâtel Xamax (NLA), FC St. Gallen (NLA) und zum FC Aarau (NLA, jetzt Super League). Auf die Rückrunde der Saison 2006/07 wechselte er ablösefrei zurück zu Neuchâtel Xamax in die Challenge League, nachdem er im Januar 2007 beim FC Aarau freigestellt worden war. Mit dieser Mannschaft erreichte er den Aufstieg, doch wurde sein Vertrag nicht verlängert. Auf die Saison 2007/08 wechselte er zum FC Concordia Basel in die Challenge League. Nachdem Concordia Basel freiwillig auf die Challenge-League-Lizenz verzichtet hatte, wechselte er auf die Saison 2009/10 zum FC Winterthur. Im Juli 2011 kehrte Bieli zum FC Baden zurück. 2013 beendete Rainer Bieli seine Profikarriere als Spieler und wurde Trainer beim FC Küsnacht. Zeitweise war er dort auch als Spielertrainer im Einsatz. In der Saison 2018/19 amtete er als Trainer beim FC Wädenswil. Nach dem Abstieg in die 3. Liga wechselte Bieli zum BC Albisrieden, wo er bis jetzt tätig ist. 